# Ecatepec de Morelos
Ecatepec de Morelos é um dos 125 municípios do estado do México, situado na parte leste da entidade federativa. Possui uma população de 1.677.678 habitantes, distribuída em uma área de 186,9 km².
Faz fronteira com Coacalco de Berriozábal, Jaltenco, Tecámac, Tonanitla e Tultitlán a norte; com Gustavo A. Madero, Nezahualcóyotl, Texcoco e Tlalnepantla de Baz a sul; com Venustiano Carranza a oeste; e com Acolman e Atenco a leste. Ecatepec de Morelos compõe, junto com outros municípios, a Região Metropolitana do Vale do México.

## Transportes

### Metrô da Cidade do México
Ecatepec de Morelos é atendido pelas seguintes estações do Metrô da Cidade do México:
- Ciudad Azteca
- Ecatepec
- Múzquiz
- Olímpica
- Plaza Aragón